# Георг Фрідріх Гендель
Ге́орг Фрі́дріх Ге́ндель (нім. Georg Friedrich Händel; 23 лютого (5 березня) 1685, Галле, Німеччина — 14 квітня 1759, Лондон) — німецький та англійський композитор епохи бароко, який народився і навчався в Німеччині, а жив і працював у Великій Британії. Гендель поряд з Йоганом Себастьяном Бахом та Антоніо Вівальді вважається одним з найплідніших і найвпливовіших композиторів свого часу. Його основний творчий доробок охоплює 42 опери та 25 ораторій, серед яких найвідоміша — «Месія» з хором «Алілуя!» — на тексти Біблії короля Якова, яка звичайно виконується на Різдво Христове. Творчість Генделя глибоко вплинула на багатьох пізніших композиторів, включаючи Гайдна, Моцарта і Бетховена

## Біографія

### Дитинство і юність
Батько Георга Фрідріха, також Георг, був цирульником-хірургом. Коли народився малий Гендель, Георгу-старшому було 63 роки і він був на службі в курфюрста Авґуста Саксонського. Мамою Генделя була дочка лютеранського пастора Доротея Гендель (до шлюбу Тауст) 1651 року народження.
Духовний клімат сім'ї сприяв формуванню культурно й духовно багатої особистості. Разом з тим, батько Генделя мав досить негативне ставлення до професії музиканта: він забороняв малому Георгу серйозно займатись музикою. Георг навчався у середній (класичній) школі, де музику викладав Йоган Преторіус — автор кількох шкільних опер. Вчителями музики малого Георга були також придворний капельмейстер Давид Пооле та органіст Кристіан Ріттер. Однак, коли тато взяв сина із собою у поїздку до Вайсенфельса, малий музи́ка зумів звернути на себе увагу герцога Йоганна Адольфа I, який висловив побажання, щоб батько не перешкоджав музичному розвитку малого Генделя. Це вплинуло на Генделя-старшого і з 1694 року його сину було дозволено навчатись у видатного органіста і композитора свого часу — Фрідріха Вільгельма Цахау (Zachow).
Музична освіта в Цахау була саме тим, що було потрібно малому Генделю. Тут він отримував уроки гри на скрипці, клавесині, гобої та органі, мистецтву й законам генерал-басу (а заразом — гармонії), був ознайомлений із численними творами німецьких та італійських композиторів, а також вперше зробив спроби писати музику — написав шість тріо для двох гобоїв та баса (1695). Методика Цахау, найімовірніше, була побудована на практичному знайомстві з музикою, до того ж із дуже різними її зразками, що сприяло виробленню у Генделя виняткового відчуття різних музичних стилів.
У ранній біографії Генделя відомий також факт його поїздки в Берлін, де він, начебто, виступав перед поважною публікою (зокрема перед курфюрстом бранденбурзьким Фрідріхом III) та мав шалений успіх. Курфюрст запропонував молодому музикантові продовжити своє музичне навчання в Італії, але батько був проти (зокрема через свою хворобу — він хотів бачити сина біля себе в тяжкі часи). Проте, як дата (що коливається від 1696 до 1703 року), так і правдивість Генделевого музикування у Берліні ставлять під сумнів.
11 грудня 1697 року батько Генделя помер. Тепер юний Георг Фрідріх міг сам вирішувати, який професійний шлях йому обрати, але, з поваги до волі батька, він все-таки почав навчання в університеті для отримання юридичної освіти (1702 рік). Того ж року він обійняв посаду органіста в свого вчителя Цахау (Генделю на той час виповнилось лише 17 років), що зобов'язало Генделя не лише виконувати, але й писати музику для недільних богослужінь (хорали, псалми, мотети та кантати). Це була добра школа навчитись писати швидко (щоправда, із доброї сотні кантат, написаних у той час, Гендель не зберіг жодної). Крім того, Гендель два рази на тиждень проводив уроки співу. Того часу в Галле також недовго перебував Ґеорґ Філіп Телеман, який схвально висловлюється про Генделя.
Але уже через рік Гендель припинив своє навчання в університеті та пішов з посади органіста. Він переїхав до Гамбурга (1703 рік) і повністю присвятив себе музичній професії.

### Німецька Венеція
Тогочасний Гамбург був важливим музичним центром. Тут у 1677—1678 роках був побудований перший у Німеччині оперний театр. У місті також діяло музичне товариство — Collegium Musicum. Також тут жили й творили такі музиканти як Райнгард Кайзер («батько речитативу» у німецькій національній опері) та Йоганн Маттезон. Маттезон став однією із важливих постатей як біографії Генделя, так і німецької музичної історії в цілому. Від написання музики до організації її виконання й самого виконання на театральній сцені, від музичної критики до теорії: у всіх цих речах Маттезон був дуже успішною і впливовою особою свого часу, зокрема й тоді, коли навесні 1703 року 18-річним хлопцем у Гамбург приїхав Гендель.
Будучи лише на 4 роки старшим, Йоганн Маттезон допоміг Генделю «влитись» у музичне середовище міста та намагався закріпити за собою певний образ творчого опікуна Генделя. З постаттю Маттезона також пов'язана цікава подія з життя Генделя, а саме — поїздка в Любек влітку 1703 року, щоб послухати гру знаменитого на той час Дітріха Букстегуде — органіста, який мав суттєвий вплив на творчість Йоганна Себастьяна Баха. Під час цієї поїздки обом гостям, як і Баху на 2 роки пізніше, було запропоновано замістити Букстегуде на посаді органіста, але лише за умови одруження з його дочкою. Ніхто з них трьох не погодився.

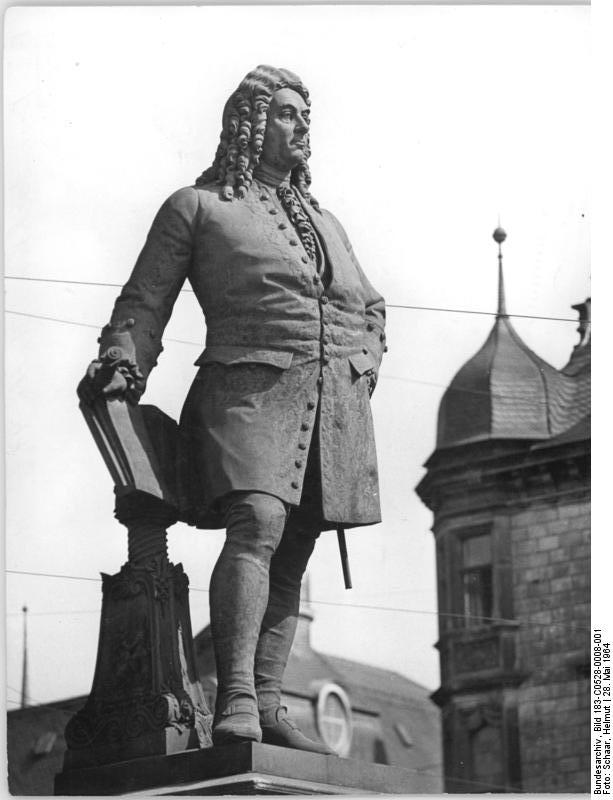
Пам'ятник Г. Ф. Генделю в Галле, батьківщині композитора

Після повернення до Гамбурга Генделя прийняли другим скрипалем у міський оркестр; крім того, він часто виконував партію клавесину в театральних виставах. Але тут з Генделем відбулась чергова цікава подія: коли Маттезон на певний час залишив Гамбург, Гендель вирішив скористатись шансом вийти на публіку без попередньої консультації зі своїм «наставником» Маттезоном, і 12 лютого 1704 року Гендель виконав без його відома «Пасіони за Йоаном». Звичайно, Маттезон був незадоволений, і одразу почав нещадно критикувати Генделеву музику. Після кількох конфліктних ситуацій, справа дійшла до дуелі. Проте обставина, що врятувала Генделя від загибелі, змусила колишніх друзів знову помиритись: шпага Маттезона зламалась від удару об міцний металевий ґудзик на одязі Генделя.
Після цього, обоє взялись до роботи над виконанням «Альміри» — першої опери Генделя, що була поставлена з великим успіхом 8 січня 1705 року. Згодом, 25 лютого також успішно пройшла прем'єра другої опери Генделя — «Нерон».
Проте Гамбурзький оперний театр увійшов у період кризи. Його директор — Райнгард Кайзер був змушений втекти із міста через борги, а його наступник думав лише про легку музику. Замовивши Генделю оперу «Флориндо і Дафна», він дозволив собі суттєво редагувати її. Становище Гамбурзької опери сильно погіршилося і на перший план вийшло видовище, а не зміст вистав.

### Через Італію і Ганновер до Лондона
Період між 1706—1710 роками позначений в біографії Генделя знайомством із італійським мистецтвом і культурою. Криза в Гамбурзі змусила Генделя шукати нового середовища, й він обрав Італію, куди він вирушив восени 1706 року.
Ще в час постановки «Альміри» в Гамбурзі Гендель познайомився із Джаном Гастоне Медічі, який ще тоді запропонував Генделю візит до Флоренції для ознайомлення з музикою Італії. Але Гендель відмовився: для німецьких музикантів того часу італійська музика здавалась не надто глибокою й виразною, німці тяжіли до власного національного стилю. Саме тому нотні зразки, які показав тоді Генделю Медічі, не справили на молодого композитора враження.
Але, коли в Гамбурзі настала криза театру, Гендель вирішив скористатись своїм знайомством, і восени 1706 року вирушив до Флоренції. Проте тут він не затримався надовго — очевидно, атмосфера цього міста не була сприятливою і підтримка графа не виявилась настільки щирою. Тому вже в січні 1707 року Гендель з'явився у Римі, де перебував до осені, і саме в цей час написав знаменитий «Dixit Dominus». Проте першим публічним успіхом Генделя стало поставлення його «Родріґо» — першої повністю італійської опери Генделя, яке відбулося у Флоренції наприкінці 1707 року. Подальший шлях Генделя цього періоду не є достеменно відомим. Можливо, після прем'єри «Родріґо» він був у Венеції, можливо — ні. Натомість встановлено, що у 1708 він знову перебував у Римі, де ставили його «Родріґо», після чого Гендель зблизився із музичною елітою Італії, зокрема із Арканджело Кореллі і Алессандро та Доменіко Скарлатті. Далі (травень 1708) Гендель поїхав у Неаполь, де кардинал, дипломат і лібретист Вінченцо Грімані довірив композитору написане ним лібрето з пропозицією створити оперу. Лібрето, навіяне римською історією, розповідає про інтриги Агрипини, дружини імператора Клавдія, щоб посадити на трон свого сина Нерона. Прем'єра другої італійської опери Генделя «Агрипини» відбулася у Венеції в театрі Сан-Джованні Ґрізостомо під час Венеційського зимового карнавалу 26 грудня 1709 року, отримавши тріумфальний прийом.

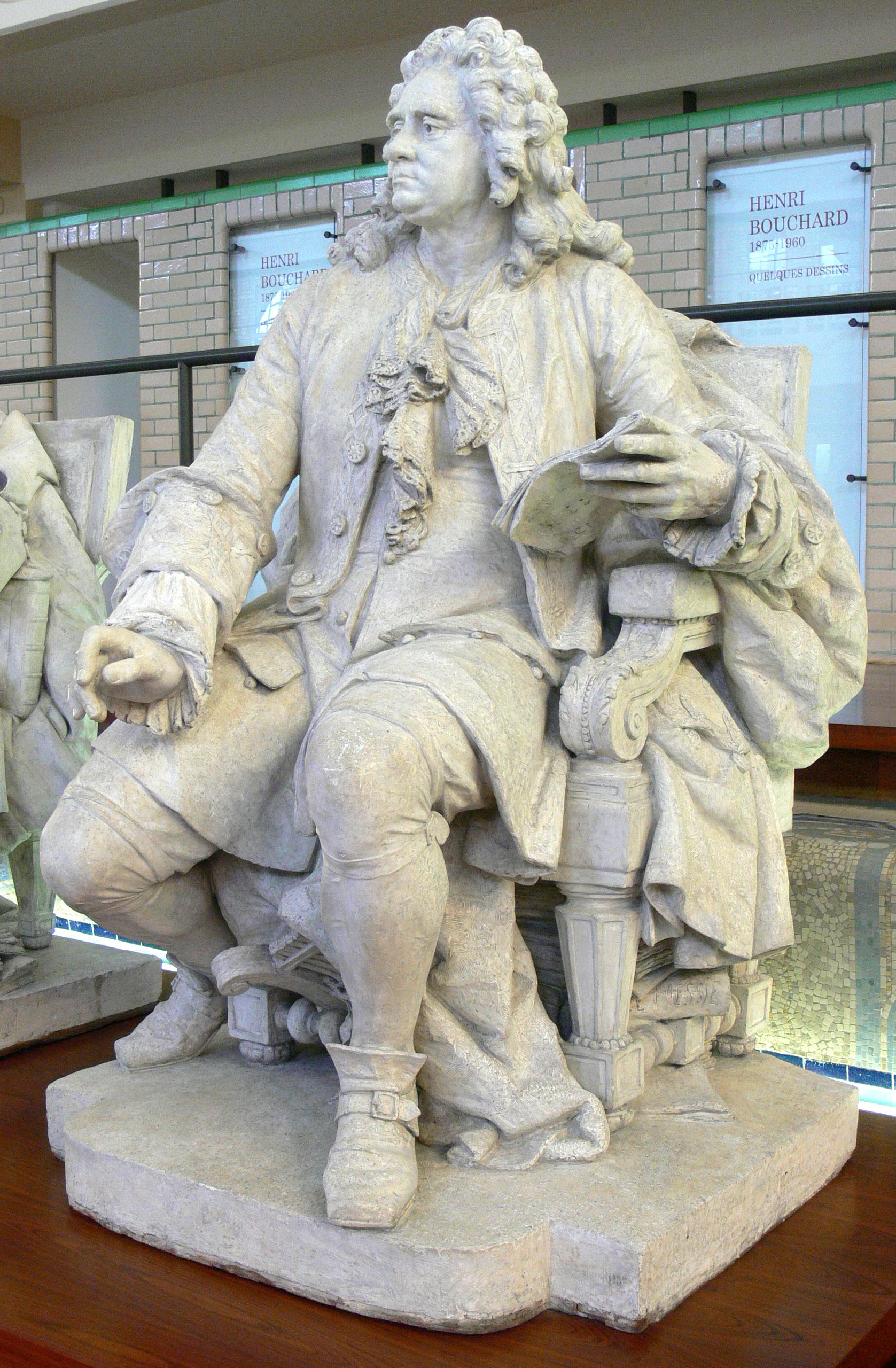
Г. Ф. Гендель. Скульптура роботи Ж.-Ж. Сальмсона, встановлена біля Музею мистецтв в Рубе (Франція)

В Італії Гендель також познайомився із представниками знаті міста Ганновера, куди він і переїхав у 1710 році (за припущеннями — у березні), щоб виконувати обов'язки капельмейстера. За час перебування в Італії Гендель мав нагоду писати не лише опери, а й кантати, написав 2 ораторії.
Проте й у Ганновері Гендель не затримався. Його запросили до Лондона, куди він прибув наприкінці осені 1710 року.

### Велика Британія
Перший візит Генделя до Англії мав бути тимчасовим. Він все ще працював капельмейстером у Ганновері. Проте йому замовили нову оперу — «Рінальдо», і 24 лютого 1711 року на сцені Королівського театру в Лондоні відбулась її прем'єра. Англійці радо вітали Генделеву оперу, написану як італійську та для італійської театральної трупи, що її виконувала. Генделя також познайомили з королевою Анною. Проте Генделю потрібно було повернутися до Ганновера, де він все ще служив. Тут він написав камерну музику, зокрема концерти для гобоя, сонати для флейти і баса, ряд вокальних дуетів для принцеси Кароліни (майбутньої королеви Великої Британії).
Але в листопаді 1712 року Гендель знову поїхав до Лондона, де у січні 1713 року було поставлено його нову оперу «Тезей». Королева Анна зробила його офіційним композитором королівського двору, попри те, що до Генделя цим титулом могли користуватись лише англійці. Він також написав для неї урочисті хорові твори («Te Deum», «Jubiate»). З цього часу Гендель стабільно жив у Англії попри те, що він не отримав на це офіційного дозволу від свого попереднього патрона. Спочатку він провів рік у графстві Суррей, в будинку багатого мецената і любителя музики Барна Елмса. Потім протягом двох років жив у гостях у графа Берлінгтона поблизу Лондона — в цей період він написав дві нові італійські опери, за які королева Ганна подарувала йому довічну пенсію в 200 фунтів стерлінгів.
У 1714 році німецький курфюрст Георг перебрався до Англії і став британським королем. Для його двору Гендель написав «Музику на воді», призначену для виконання на святах.
З 1720 по 1728 рік Гендель обіймав посаду директора Королівської академії музики. 13 лютого 1726 року композитор отримав британське підданство.
У 1720-х і 1730-х роках Гендель продовжив писати багато опер, а починаючи з 1740-х років основне місце в його творчості зайняли ораторії (найвідоміша з них — «Месія»).
На рубежі 1750-х років у композитора погіршився зір. У травні 1752 року йому зробили операцію на очах, проте безуспішно. Хвороба прогресувала. У 1753 році настала повна сліпота.
Гендель помер 14 квітня 1759 року в Лондоні. Похований у Вестмінстерському абатстві.

## Особисте життя
Гендель ніколи не одружувався, не мав дітей та зберігав своє особисте життя у суворій таємниці.
Серед дослідників його життя та творчості існує версія, що він був геєм. На думку музичного історика Еллен Гарріс, його кантати мають явний гомосексуальний підтекст.

## Оцінка творчості
Поряд із Йоганном Себастьяном Бахом Генделя вважають найбільшим композитором пізнього бароко і раннього класицизму. Він створив новий музичний жанр — «Англійську ораторію», яка відрізняється від італійської більш піднесеною мелодикою і монументальним аранжуванням. Моцарт вважав Генделя найбільшим майстром хорового письма. Генделеві приписують створення популярної музики: принаймні він керував оркестром просто неба, і ці виступи міг слухати кожен. Прикладами «популярної» барокової музики можуть слугувати «Музика на воді» (1717) та «Королівський феєрверк» (1749), які в своєму роді не мають рівних.
Музика Генделя легка і заразом могутня, кипить життям та енергією. Вона також може бути дуже драматичною, наприклад у великих аріях, як-от Cara Sposa з опери «Рінальдо» (1711). Гендель був також майстром гри на органі. Любителі музики в Німеччині мріяли про «дуель» Генделя з Бахом в органній вправності. Двічі таку зустріч намагався влаштувати і сам Й. С. Бах за допомогою сина Вільгельма Фрідемана, проте музиканти не зустрілися.

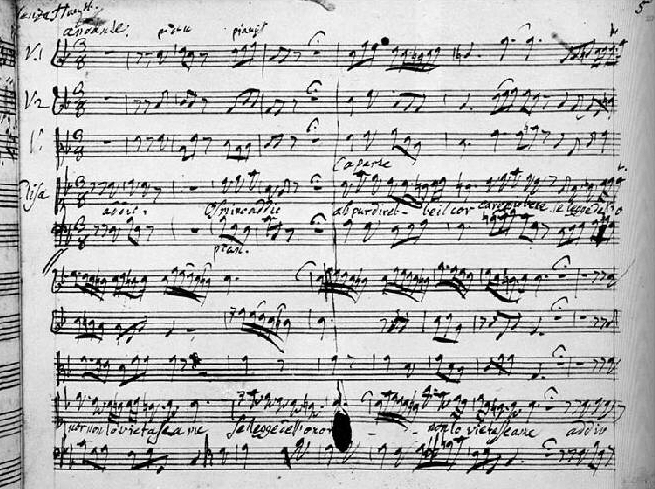
Фрагмент рукопису опери «Tolomeo»

Як і багато інших композиторів того часу, Гендель творив у так званому «галантному» стилі, що був перехідним від бароко до класицизму. У подібному стилі творили також Ґеорґ Філіпп Телеман і сини Баха, тоді як сам Йоганн Себастьян лишався прихильником «чистого» бароко. Наприкінці життя Гендель познайомився з Крістофом Віллібальдом Глюком, який ділився з композитором планами ідеями реформування оперного мистецтва. Проте, своїй прихильниці Сюзан Циббер Гендель сказав, що Глюк «розуміється в мистецтві контрапункту так само як і його кухар Густав Вальц».
Гендель зажив великої прижиттєвої слави в усій Європі. Британці вважають Генделя гордістю своєї нації поруч із Генрі Перселлом.

## Творча спадщина
Гендель написав близько 42 опер, 25 ораторій, понад 120 кантат, безліч церковних хоралів, органних концертів, а також низку творів розважального характеру. Нижче подано перелік найважливіших творів:

### Опери
| - «Альміра» (Гамбург, 1705) - «Флоріндо» (1708) - «Родріго» (1707) - «Агрипина» (Венеція, 1709-1710) - «Рінальдо» (Лондон, 1711) - «Вірний пастух» (Лондон, 1712) - «Тесей» (1713) - «Амадіс Ґельський» (1715) - «Ацис і Ґалатея» (1718) - «Радамісто» (1720) - «Муцій Севола» (1721) - «Флоріданте» (1721) - «Оттон, король Германії» (Лондон, 1723) - «Флавій» (1723) - «Юлій Цезар» (Лондон, 1724) - «Тамерлан» (1724) - «Роделінда» (Лондон, 1725) - «Сципіон» (1726) - «Олександр» (1726) - «Адмет» (1727) - «Річард Перший» (1727) - «Ширує» (1728) | - «Птолемей» (1728) - «Lotario» (1729) - «Партенопа» (1730) - «Пор, цар індійський» (1731) - «Ецій» (1732) - «Созарм» (1732) - «Роланд» (1733) - «Аріадна на Криті» (1734) - «Орест» (1734) - «Аріодант» (Лондон, 1735) - «Альчіна» (італ. Alcina, Лондон, 1735) - «Аталанта» (1736) - «Арміній» (1737) - «Юстиній» (1737) - «Береніка» (1737) - «Олександр Север» (1738) - «Фарамонд» (1738) - «Ксеркс» (Лондон, 1738) - «Зевс на Арґосі» (1739) - «Гіменей» (1740) - «Дейдамі́я» (1741) - «Семела» (1744) |

### Ораторії
- «Воскресіння» (Рим, 1708)
- «Олександр Перший» (Лондон, 1736)
- «Саул» (Лондон, 1739)
- «Ізраїль у Єгипті» («Israel in Egypt», Лондон, 1739)
- «Месія» («Messiah», 1741, перше виконання: Дублін, 1742)
- «Самсон» (Лондон, 1743)
- «Юда Маккавей» (Лондон, 1747)
- «Ївтах» (Лондон, 1751)
- «Валтасар» (Лондон, 1745)
- «Геркулес» (Лондон, 1745)
- «Теодора» (Лондон, 1750)

### Музика для оркестру
- «Музика на воді» (1717)
- 6 великих концертів, Op. 3 (1734)
- «Музика для королівських феєрверків» (1749)

### Інші твори
- «Dixit Dominus» (1707)
- «Utrecht Te Deum» (1714)
- Серенада «Acis and Galatea» (1721)
- «Zadok the Priest» (1727)
- «Dettingen Te Deum» (1743)

## Музичні приклади
- Фрагмент ораторії «Месія»ⓘ
- Фрагмент ораторії «Месія»ⓘ
- Фрагмент ораторії «Месія»ⓘ
- Фрагмент ораторії «Месія»ⓘ
- Сюїта фа мажор, HWV 427 - I. Adagioⓘ
- Сюїта фа мажор, HWV 427 - II. Allegroⓘ
- Сюїта фа мажор, HWV 427 - III. Adagioⓘ
- Сюїта фа мажор, HWV 427 - IV. Allegroⓘ
- Жига - HWV 433ⓘ
- Соната мі мінор - Adagioⓘ
- Соната мі мінор - Allegroⓘ
- Соната мі мінор - Graveⓘ
- Соната мі мінор - Allegro (2)ⓘ
- Фантазії 8, 12 and Carillonⓘ

## Вшанування пам'яті
У рідному місті Генделя Галле встановлений пам'ятник композитору на Ринковій площі, є меморіальний будинок-музей Генделя, в якому він народився, концертний зал Георга-Фрідріха Генделя, Консерваторія імені Генделя, з 1922 року проводиться щорічний фестиваль Генделя. Його іменем названо тут торговий пасаж, багатоярусна парковка і навіть дитячий садок.
На честь Генделя було названо астероїд головного поясу, відкритий 27 жовтня 1973 року 3826 Гендель.